# Нонсенс-мутация
Нонсенс-мутация — точечная мутация в последовательности ДНК, которая приводит к появлению стоп-кодона, в результате чего происходит преждевременная терминация синтеза нужного белка. Обычно такой фрагмент не может выполнять функции изначально синтезируемого белка.

## Пример
```
    ДНК: 5' - ATГ AЦT ЦАЦ 
ЦГА
 ГЦГ ЦГА AГЦ TГA - 3'
         3' - TAЦ TГA ГТГ 
ГЦT
 ЦГЦ ГЦT TЦГ AЦT - 5'
   мРНК: 5' - AУГ AЦУ ЦАЦ ЦГA ГЦГ ЦГA AГЦ УГA - 3'
Белок:        
Met
 
Thr
 
His
 
Arg
 
Ala
 
Arg
 
Ser
 Стоп
```

Предположим, что нонсенс-мутация произошла в четвёртом триплете последовательности ДНК. В результате чего цитозин был замещён тимином, и триплет ЦГА стал триплетом ТГА. Поскольку ТГА транскрибируется как УГА, то процесс синтеза полипептидной цепи белка будет выглядеть следующим образом:
```
    ДНК: 5' - ATГ AЦT ЦАЦ 
ТГA
 ГЦГ ЦГА AГЦ TГA - 3'
         3' - TAЦ TГA ГТГ 
АЦT
 ЦГЦ ГЦT TЦГ AЦT - 5'
   мРНК: 5' - AУГ AЦУ ЦАЦ 
УГA
 ГЦГ ЦГA AГЦ УГA - 3'
Белок:        
Met
 
Thr
 
His
 Стоп
```

Кодоны, стоящие после стоп-кодона, не транслируются, и синтез прерывается. Образуется фрагмент белка, не обладающий свойствами изначально синтезируемого белка.

## Патологии, вызванные нонсенс-мутациями
Нонсенс-мутации могут привести к генетическим болезням, повреждая гены, кодирующие специфические протеины. Болезни, причиной которых могут быть нонсенс-мутации:
- Кистозный фиброз (вызывается мутациями в гене регуляторного трансмембранного белка)
- Миодистрофия Дюшенна (мутация в гене, который кодирует белок дистрофин)
- Бета-талассемия (β-глобин)
- Синдром Гурлер